# UBTF
UBTF‏ (Upstream binding transcription factor) هوَ بروتين يُشَفر بواسطة جين UBTF في الإنسان.